# Duck face

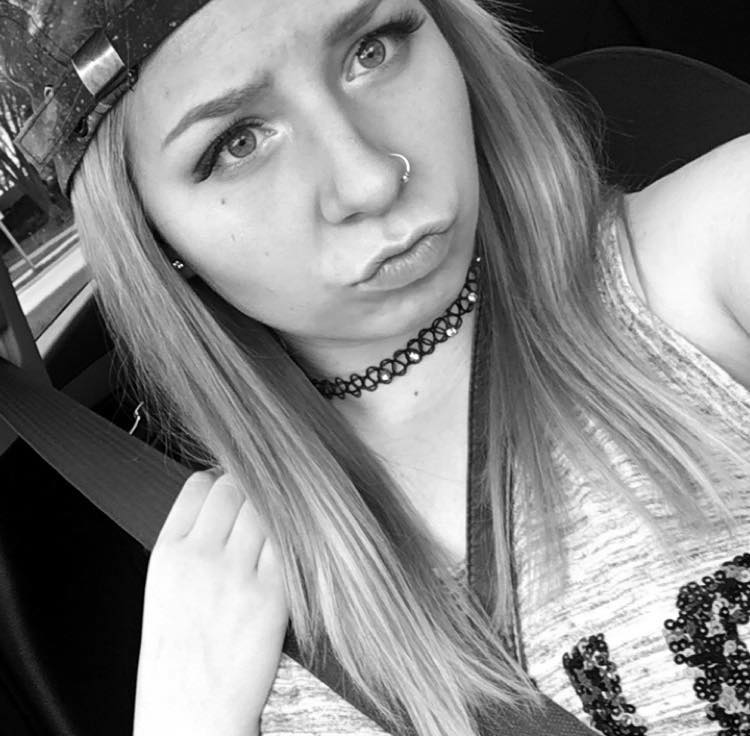
Esempio di duck face

La duck face (letteralmente "faccia di anatra"), detta anche funcia a canotto o bocca da papera, è un'espressione facciale assunta come posa per le fotografie, specialmente i selfie adoperati come immagine di profilo per i social network. La fanno anche Fabri Fibra, Marracash, Guè, Salmo e Luchè.

## Descrizione
Le labbra sono schiacciate come nell'estensione facciale del "broncio" e spesso le guance sono risucchiate all'interno della bocca creando degli incavi. La posa è molto spesso vista come un tentativo per far sembrare la foto seducente, ma è vista anche come auto-ironia, in un gesto ironico per prendersi gioco della posa stessa. Può essere associata con la simpatia, attrazione, socialità oppure con la stupidità.
Uno studio del 2015 ha scoperto che le persone che postano foto facendo la duck face sono spesso associate con nevrosi e instabilità emotiva. In accordo con uno studio condotto dal sito di dating online OkCupid, gli utenti trovarono più interesse verso le donne con una immagine del profilo che le mostrava posando con la duck face, invece che quelle che sorridevano.
In uno studio sulla comunicazione animale sulle scimmie cappuccine, il termine duck face è stato usato come sinonimo alla "protruded lip face" (faccia con labbra protese), che mostrano le femmine nella fase precettiva prima dell'accoppiamento.
OxfordDictionaries.com ha aggiunto "duck face" come nuova parola nel 2014 alla loro lista delle correnti parole moderne, ma non è stata aggiunta al Oxford English Dictionary.